# Mas de l'església de Santa Maria de Vallvidrera
El Mas de l'església de Santa Maria de Vallvidrera és una casa situada al tocar d'aquesta església, al nucli homònim de Barcelona, inclosa a l'Inventari del Patrimoni Arquitectònic de Catalunya.

## Història
Aquesta casa fou la rectoria de l'església parroquial del poble, però pel fet d'estar aïllada i de posseir algunes terres, se li pot donar el nom de mas. Mossèn Cinto Verdaguer en fou un habitual devot, i a part dels inspirats versos, hi dedicà uns goigs. L'epidèmia de febre groga de 1821 no afectà aquest poble (agregat el 1892 a Sarrià), però la casa serví de refugi i d'assistència dels fugitius d'altres indrets, alguns dels quals hi moriren.
Antigament se celebraven aplecs i romeries i, per tant, la masia servia per entendre els romeus. Vallvidrera fou municipi independent. Actualment, l'església està tancada al culte i la casa serveix d'asil d'avis.

## Descripció
Del segle xviii, és de planta rectangular amb obertures normals a les façanes, i teuladess a dues vessants.